# Nebirau I
Nebirau I (fl. XVII secolo a.C.) è stato un sovrano egizio inserito nella XVII dinastia.

## Biografia
Le nostre conoscenze su questo sovrano sono legate principalmente alla cosiddetta Stele giuridica, datata al 1º anno di regno, ultimo giorno del 4º mese di akhet, che riporta la vendita della carica, ereditaria, di governatore di El-Kab tra il titolare ed un principe della casa reale.
Secondo Kim Ryholt anche questo sovrano, come altri tradizionalmente inseriti nella XVII dinastia, farebbe parte nella XIV dinastia.

## Liste Reali
| N5 | s | M13 | Y1 · n |

| N5 | s | M13 | Y1 · n |

| N5 | s | M13 | Y1 · n |

| N5 | s | M13 | Y1 · n |

| N5 | s | M13 | Y1 · n |

| N5 | s | M13 | Y1 · n |

| N5 | s | M13 | Y1 · n |

| N5 | s | M13 | Y1 · n |

| N5 | nb | i | r · Z4 | F40 | Z7 | Y1 · Z2 |

| N5 | nb | i | r · Z4 | F40 | Z7 | Y1 · Z2 |

| N5 | nb | i | r · Z4 | F40 | Z7 | Y1 · Z2 |

| N5 | nb | i | r · Z4 | F40 | Z7 | Y1 · Z2 |

| N5 | nb | i | r · Z4 | F40 | Z7 | Y1 · Z2 |

| N5 | nb | i | r · Z4 | F40 | Z7 | Y1 · Z2 |

| N5 | nb | i | r · Z4 | F40 | Z7 | Y1 · Z2 |

| N5 | nb | i | r · Z4 | F40 | Z7 | Y1 · Z2 |

## Titolatura
| G5 |

| G5 |

| s | M13 | N17 · N17 |

| s | M13 | N17 · N17 |

| s | M13 | N17 · N17 |

| s | M13 | N17 · N17 |

| s | M13 | N17 · N17 |

| s | M13 | N17 · N17 |

| s | M13 | N17 · N17 |

| s | M13 | N17 · N17 |

| G16 |

| G16 |

| R8 | L1 | Z3 |

| R8 | L1 | Z3 |

| G8 |

| G8 |

| F35 | N28 · D36 | G43 |

| F35 | N28 · D36 | G43 |

| M23 · X1 | L2 · X1 |

| M23 · X1 | L2 · X1 |

| N5 | s | M13 | Y1 · n |

| N5 | s | M13 | Y1 · n |

| N5 | s | M13 | Y1 · n |

| N5 | s | M13 | Y1 · n |

| N5 | s | M13 | Y1 · n |

| N5 | s | M13 | Y1 · n |

| N5 | s | M13 | Y1 · n |

| N5 | s | M13 | Y1 · n |

| G39 | N5 |

| G39 | N5 |

| nb | i | r · Z4 | r · F40 |

| nb | i | r · Z4 | r · F40 |

| nb | i | r · Z4 | r · F40 |

| nb | i | r · Z4 | r · F40 |

| nb | i | r · Z4 | r · F40 |

| nb | i | r · Z4 | r · F40 |

| nb | i | r · Z4 | r · F40 |

| nb | i | r · Z4 | r · F40 |

## Cronologia
| Periodo                    | Dinastia | Anni di regno                     |
| Secondo periodo intermedio | XVII     | 1600 a.C. - 1580 a.C. (± 30 anni) |

| Autore | Anni di regno                      |
| ------ | ---------------------------------- |
| Ryholt | 1627 a.C. - 1601 a.C. XIV dinastia |
| Franke | 1601 a.C. - 1582 a.C.              |

| predecessore: Montuhotep | Signore del Basso e dell'Alto Egitto | successore: Nebirau II |

| Dinastie contemporanee | Capitale |
| XV                     | Avaris   |
| XVI                    | varie    |